# Langenwaldschans
De Langenwaldschans is een skischans in het Duitse Schonach im Schwarzwald.
De schans werd in 1924 gebouwd en diverse keren grondig vernieuwd, de laatste keer in 2010. Tijdens het seizoen 2012/2013 was de Langenwaldschans onderdeel van de wereldbekercompetitie bij de vrouwen. De schans maakt ook onderdeel uit van het circuit van de Wereldbeker noordse combinatie.